# لا سما
لا سما (به اسپانیایی: La Zoma) یک شهرستان در اسپانیا است که در استان تروئل واقع شده‌است.

## خصوصیات
لا سما ۱۴ کیلومترمربع مساحت و ۲۷ نفر جمعیت دارد.